# Neiro
Neiro (llamada oficialmente San Pedro de Neiro) es una parroquia española del municipio de Fonsagrada, en la provincia de Lugo, Galicia.

## Organización territorial
La parroquia está formada por trece entidades de población, constando doce de ellas en el nomenclátor del Instituto Nacional de Estadística español:

### Entidades de población
Entidades de población que forman parte de la parroquia:
- Candaído
- Leguas (Lagúas)
- Mazaeda
- Mazo (O Mazo)
- Peizais
- Piñeiro (O Piñeiro)
- Pradairo
- Riotorto
- San Pedro
- San Pedro de Riba
- Vilarello
- Xestoso de los Calvos (Xestoso de Baxo)

### Despoblado
Despoblado que forma parte de la parroquia:
- Llancela

## Demografía
| Gráfica de evolución demográfica de Neiro entre 2000 y 2019 |
|                                                             |
| Datos según el nomenclátor publicado por el INE.            |